# イギリス領南極地域

イギリス領南極地域
British Antarctic Territory

イギリス領南極地域（イギリスりょうなんきょくちいき、British Antarctic Territory）は、イギリスが領有を宣言している南極の地域。西経20度から西経80度まで、南緯60度から南極点までの扇形の地域である。
南極大陸における領有宣言としては、最も古い。イギリス領南極地域はグレアムランド、サウス・シェトランド諸島、サウス・オークニー諸島からなる。定住人口はないが、200人程度の研究者などがハレー基地 (Halley Base) などの観測基地にいる。
この領域はかつてはフォークランド諸島属領だったが、1962年3月3日に南緯60度を境として分割され、イギリス領南極地域となった。ただし、イギリスの主張は国際的には認められていない。この地域は、チリ（チリ領南極地域）とアルゼンチン（アルゼンチン領南極地域）も領有を主張しており論争となっている。現在、イギリスも締約している南極条約によって、南極地域における領土主権、請求権は凍結されている。

## 歴史
イギリスのウィリアム・スミスが1819年2月19日にサウス・シェトランド諸島を発見しイギリスの領有を宣言した。グレアムランドは1820年に発見、1821年にはサウス・オークニー諸島が発見された。1832年にイギリスがグレアムランドの命名を宣言。1908年7月21日に、サウスジョージア島、サウス・オークニー諸島、サウス・シェトランド諸島、サウスサンドウィッチ諸島及びグレアムランドについて、フォークランド諸島属領の一部とすることが宣言される。
1943年最初のイギリス軍基地が建設され、1962年イギリス領南極地域発足。1989年7月1日フォークランド諸島総督のイギリス南極地域高等弁務官兼任を解き、この地域の行政管理を本国の外務英連邦省海外領土局に移す。

## 地理
総面積170万9400km2で、その内サウス・シェトランド諸島は4700km2、サウス・オークニー諸島は624km2である。